# Oktyabrsky, Bashkortostan

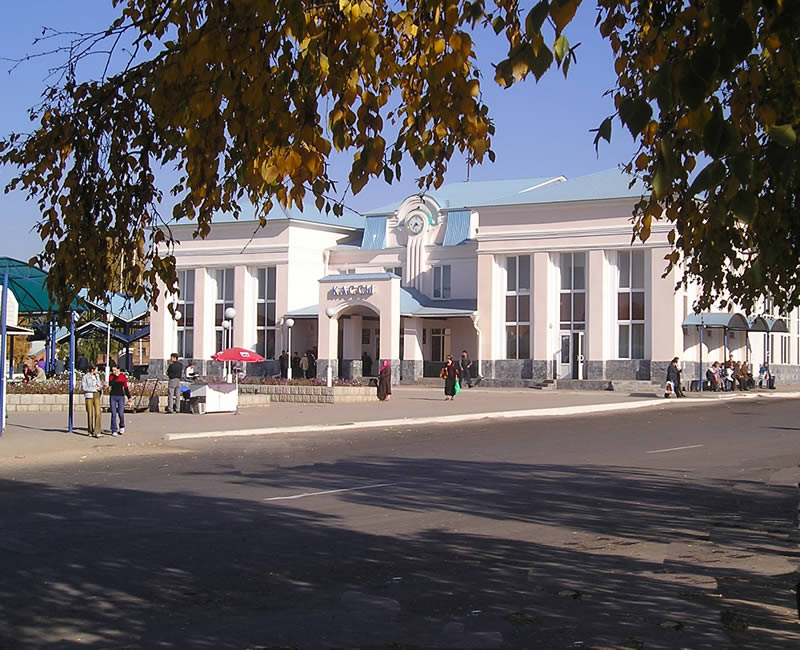
Trạm xe buýt

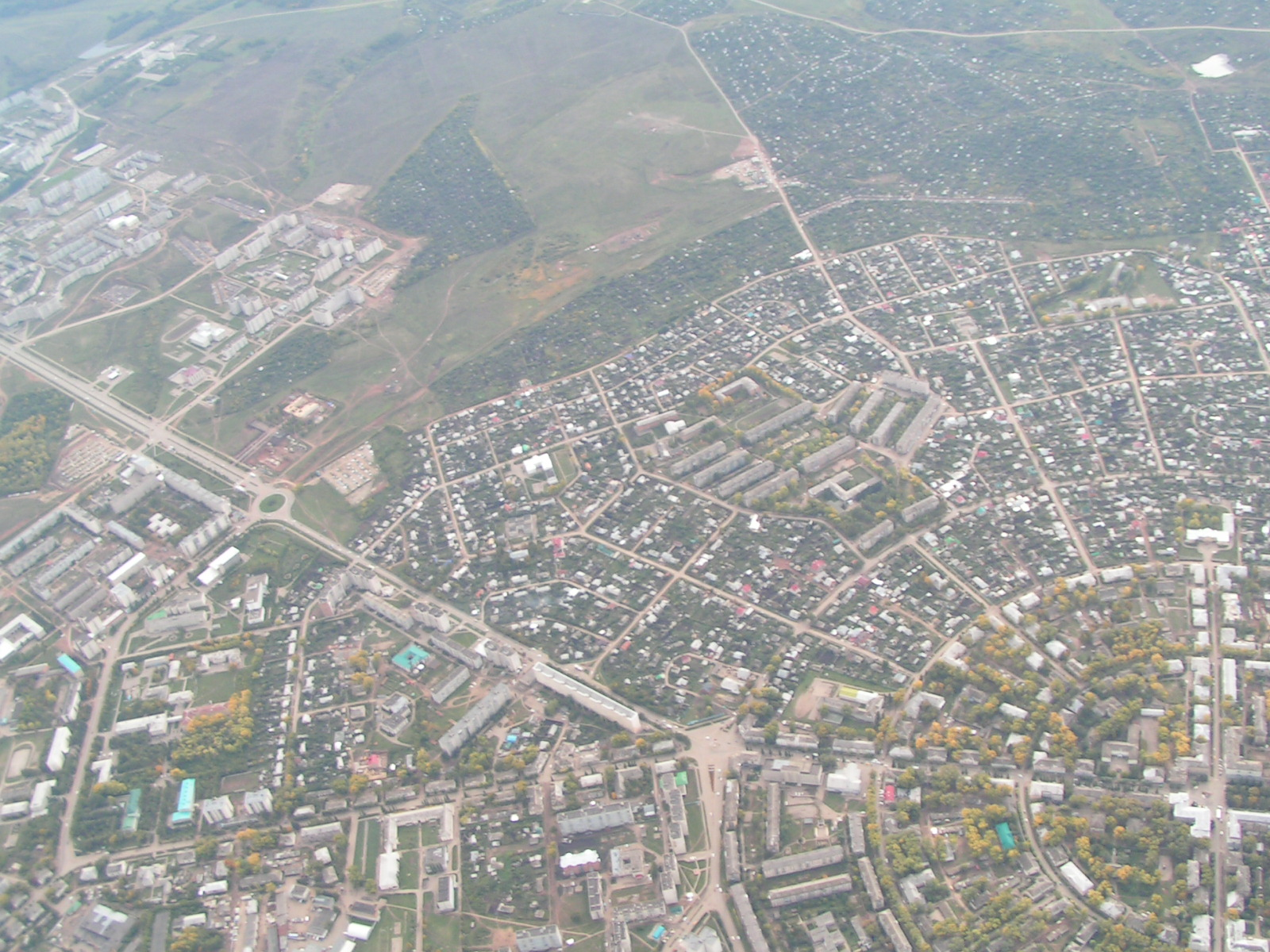
Oktyabrsky

Oktyabrsky (tiếng Nga: Октябрьский, Tháng Mười) là một thành phố Nga. Thành phố này thuộc chủ thể Bashkortostan. Thành phố có dân số 108.647 người (theo điều tra dân số năm 2002). Đây là thành phố lớn thứ 146 của Nga theo dân số năm 2002. Dân số các thời kỳ: 109,379 (Điều tra dân số 2010); 108,647 (Điều tra dân số 2002); 104,732 (Điều tra dân số năm 1989).
Thành phố có sân bay Oktyabrsky.